# Armata morska 254 mm Mark I-IV
BL 10-inch-gun Mark I - IV – typ czterech brytyjskich armat morskich kalibru 254 mm, będących na wyposażeniu Royal Navy od roku 1885.
Działa typu Mark II, III i IV montowane były na trzech typach okrętów wojennych (pancerników):
- Pancerniki typu Victoria (1885)
- Pancerniki typu Centurion (1890)
- Pancerniki typu Devastation (1890)

Na kanonierce HMVS „Victoria” zamontowano specjalną 25-tonową wersję działa kalibru 254 mm, która strzelała pociskiem o wadze 450 funtów. Później działo zostało zamienione na lżejsze 203-milimetrowe działo typu BL 8 inch Mk I – VII.
Działa tego typu używane były również jako artyleria nadbrzeżna np. w baterii Della Grazie na Malcie.